# Condado de Johnson (Illinois)
El condado de Johnson (en inglés: Johnson County), fundado en 1812, es uno de 102 condados del estado estadounidense de Illinois. En el año 2000, el condado tenía una población de 12 878 habitantes y una densidad poblacional de 14 personas por km². La sede del condado es Vienna. El condado recibe su nombre en honor a Richard Mentor Johnson.

## Geografía
Según la Oficina del Censo, el condado tiene un área total de 904 km², de la cual 893 km² es tierra y 11 km² (1.22%) es agua.

### Condados adyacentes
- Condado de Williamson (norte)
- Condado de Saline (noreste)
- Condado de Pope (este)
- Condado de Massac (suroeste)
- Condado de Pulaski (suroeste)
- Condado de Union (oeste)

## Demografía
Según la Oficina del Censo en 2000, los ingresos medios por hogar en el condado eran de $33 326, y los ingresos medios por familia eran $40 275. Los hombres tenían unos ingresos medios de $29 415 frente a los $22 844 para las mujeres. La renta per cápita para el condado era de $17, 990. Alrededor del 11.30% de la población estaban por debajo del umbral de pobreza.

## Transporte

### Principales autopistas
- Interestatal 24
- Interestatal 57
- US Route 45
- Ruta de Illinois 37
- Ruta de Illinois 146
- Ruta de Illinois 147

### Ciudades
- Vienna

### Villas
- Belknap
- Buncombe
- Cypress
- Goreville
- New Burnside
- Simpson

### Precintos
- Belknap
- Bloomfield
- Burnside
- Cache
- Elvira
- Goreville n.º 1
- Goreville n.º 2
- Grantsburg n.º 1
- Grantsburg n.º 2
- Lake n.º 1
- Lake n.º 2
- Ozark
- Simpson
- Tunnel Hill
- Vienna n.º 1
- Vienna n.º 2
- Vienna n.º 3

### Áreas no incorporadas
- Bloomfield
- Crossroads
- Eagle Point Bay
- Elvira
- Flatwoods
- Forman
- Ganntown
- Grantsburg
- Joppa Junction
- Lick Creek
- Mermet
- Omar
- Ozark
- Parker
- Pleasant Grove
- Reevesville
- Reynoldsburg
- Robbs
- Samoth
- Sandburn
- Tunnel Hill
- Wartrace
- West Vienna
- White Hill